# Rudbecksgatan

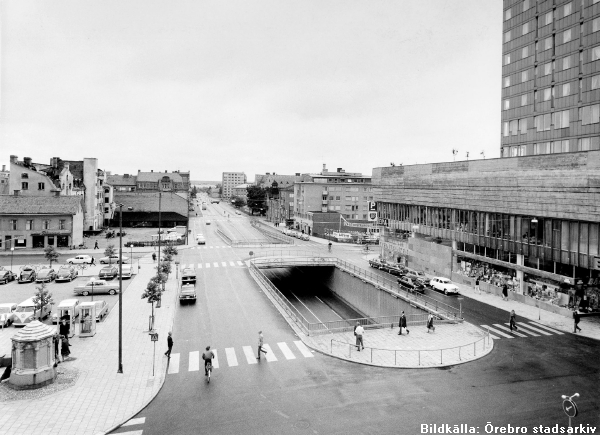
Rudbecksgatan österut vid Rudbeckstunneln år 1966. Våghustorget till vänster och Krämaren till höger.

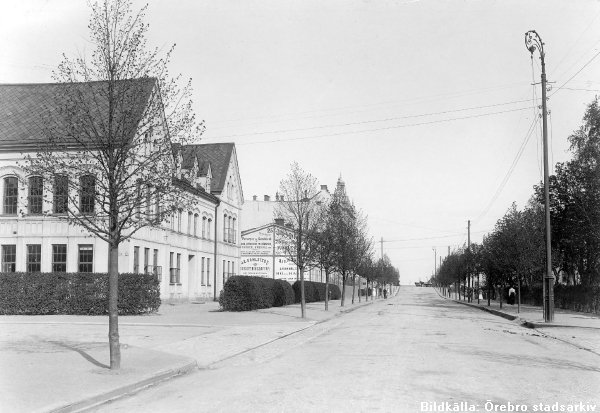
Rudbecksgatan österut år 1903. Byggnaden till vänster (Rudbecksgatan 15) var en folkskola kallad Rudbeckiusskolan, byggd 1874. Den revs när brandstationen senare byggdes.

Rudbecksgatan är en gata som går genom de centrala delarna av Örebro i väst–östlig riktning. I nordväst övergår den i Hertig Karls Allé vid Hagabron, och i öster slutar den vid Sörbyängsvägen/Universitetsgatan. Vid Rudbeckstunneln (anlagd 1961) passerar Rudbecksgatan under Drottninggatan och Köpmangatan.
Gatan hette från 1844 Repslagaregatan, och från 1857 Hantverkaregatan. År 1884 döptes den om till Rudbecksgatan. Gatan har fått sitt namn av bröderna Petrus Rudbeckius (1578–1629), Johannes Rudbeckius (1581–1646) och Jacob Rudbeckius (1583–1640). Deras föräldrahem låg vid hörnet Drottninggatan/Rudbecksgatan, men de växte upp i Ormesta, Almby socken. De studerade vid Örebro skola. De båda förstnämnda blev teologer och präster, medan Jacob blev lärare, och från 1615 rektor vid Örebro skola.
Längs Rudbecksgatan ligger bland annat (från väster till öster):
- Järnvägen Örebro-Hallsberg
- Örebro södra
- Västra centrumleden
- Behrn Center
- Conventum
- Våghustorget
- Krämaren
- Rudbecksskolan
- Sveaparken
- Behrn Arena